# Alexander Conrady (General)
Alexander Edmund Conrady (* 16. Juli 1903 in Neu-Ulm; † 21. Dezember 1983 in Augsburg) war ein deutscher Generalmajor im Zweiten Weltkrieg.

## Familie
Conrady wurde als Sohn des Edmund Conrady, Oberingenieur und Leiter des Elektrizitätswerks Neu-Ulm, geboren. Er heiratete am 4. Juli 1928 in Waffenbrunn Beatrix Renata von Paur, die Tochter des Joseph Carl von Paur, Rittergutsbesitzer zu Waffenbrunn. Mit dem späteren Generalleutnant Walter Stettner Ritter von Grabenhofen war Conrady verschwägert.

## Militärische Laufbahn

### Weimarer Republik
Conrady trat im April 1923 in das Ausbildungs-Bataillon des 19. (Bayerisches) Infanterie-Regiment der Reichswehr in Landshut ein. Nach der Grundausbildung wurde er im Oktober 1923 in die 2. Kompanie dieses Regiments versetzt und absolvierte im Juli 1924 die Offiziersanwärter-Prüfung. Er wurde im Folgemonat zum Offiziersanwärter und im November 1924 zum Unteroffizier befördert. Seit Oktober 1925 Fähnrich und ab August 1926 Oberfähnrich, wurde er zu Lehrgängen an die Infanterie-Schule abkommandiert. Im Dezember 1926 erhielt Conrady das Patent als Leutnant. Danach tat er Dienst als Kompanieoffizier der 1. Kompanie seines Regiments. Auf das Avancement zum Oberleutnant im April 1929 folgte die Teilnahme an einem Pionier-Lehrgang. Im Mai 1931 wurde Conrady zur 4. Kompanie des Regiments versetzt.

### Zeit des Nationalsozialismus
Im März 1934 legte Conrady erfolgreich die Wehrkreisprüfung ab und wurde ein halbes Jahr später an die Kriegsakademie nach Berlin abkommandiert. Während seines dortigen Aufenthalts wurde er im Dezember 1934 zum Hauptmann befördert. Im Anschluss an das Studium wurde Conrady im Oktober 1936 zum Chef der 8. (MG-)Kompanie des Infanterie-Regiment 40 ernannt, das in Augsburg stationiert war. Bereits im März 1938 wurde er erneut versetzt. Als 1. Ordonnanzoffizier im Stab der 27. Infanterie-Division war er nach dem Einmarsch der Wehrmacht in Österreich am Standort Wien stationiert. Zu Beginn des Zweiten Weltkriegs nahm er zunächst am Polen- und später am Frankreichfeldzug im Divisionsstab teil.
Nach der Beförderung zum Major im Juli 1940 erhielt Conrady für kurze Zeit das Kommando über das II. Bataillon des Infanterie-Regiments 91. Ab September 1940 wurde er zur Führerreserve des Oberkommandos des Heeres versetzt. Seinen Dienst regelte in dieser Zeit der Befehlshaber im Wehrkreis VII, der ihn im Folgemonat zum Kommandostab des Infanterie-Lehrgangs der 71. Infanterie-Division als Lehr-Inspektionsschef bei Bataillonskommandeur-Lehrgängen / Inmarschsetzung zum Truppenübungsplatz Königsbrück beorderte. Im März 1941 wurde er zum Führer des Infanterie-Ersatz-Regiments 27 nach Augsburg bestellt. Im Juli übernahm er Aufgaben im Stab des Infanterie-Regiment 118 (mot.). Ein eigenes Kommando erhielt Conrady erst im August 1941 wieder, als er zum Bataillonskommandeur des I. Bataillons des Infanterie-Regiments 118 ernannt wurde. Im Dezember des Jahres wurde er verwundet, konnte jedoch bereits im Februar 1942 die Aufgabe des Führers des Infanterie-Regiments 118 (mot.) wahrnehmen. Die Beförderung zum Oberstleutnant erfolgte im April 1942. Bei den schweren Abwehrkämpfen im Raum von Rshew vertrat Conrady den beurlaubten Regimentskommandeur und erzielte durch seine flexible Vorgehensweise und seinen persönlichen Einsatz zwischen dem 11. und dem 21. August 1942 Erfolge, die von entscheidender Bedeutung für das gesamte Korps waren. Ihm wurde daher am 17. Oktober 1942 das Ritterkreuz des Eisernen Kreuzes verliehen. Im Oktober 1942 wurde er zum Kommandeur des Infanterie-Regiments 118 (mot.) ernannt, das bald darauf in Grenadier-Regiments 118 umbenannt wurde. Mit diesem Verband nahm er an der Schlacht bei Kursk teil. Während der schweren Abwehrkämpfe im Anschluss an die Offensive gelang es dem verwundeten Oberst Conrady mit seinem Regiment bei Orjol den Durchbruch einer sowjetischen Übermacht zu verhindern, obwohl das Regiment mehrfach von gegnerischen Panzern überrollt wurde. Er führte seine Truppe in immer neue Verteidigungsstellungen. Conrady erhielt für seine geschickte Vorgehensweise und sein Vorbild an Tapferkeit das Eichenlaub zum Ritterkreuz verliehen.
Erst im Dezember 1943 konnte er den Dienst wieder antreten. Er wurde zunächst als stellvertretender Führer der 707. Infanterie-Division eingesetzt, übernahm im Januar 1944 die Aufgaben eines stellvertretenden Kommandeurs der 6. Infanterie-Division und noch im selben Monat die Führung der 36. Infanterie-Division. Von März bis April 1944 nahm er am 10. Divisionsführer-Lehrgang in Hirschberg (Schlesien) teil. Den Kommandeursposten bei der 36. Infanterie-Division übernahm er im Mai 1944. Zeitgleich wurde Conrady zum Generalmajor befördert.
Während der sowjetischen Sommer-Offensive im Juni 1944 geriet er am 1. Juli 1944 bei Bobrujsk in sowjetische Kriegsgefangenschaft.

## Kriegsgefangenschaft
Conrady war zunächst in den Kriegsgefangenenlagern 48/Cerncy bei Ivanovo, Leznovo, 362/Stalingrad, 476/Sverdlovsk, im Sonderspital 3840/Suja bei Ivanovo und im Gefängnis Nr. 1/Bobrujsk interniert.
In dieser Zeit gehörte Conrady zu den 17 kriegsgefangenen Generälen der „Heeresgruppe Mitte“, die den auf Initiative von Generalleutnant Vinzenz Müller verfassten an das Offizierskorps der deutschen Wehrmacht gerichteten Aufruf „Die Wahrheit über die Lage an der Ostfront“ vom 22. Juli 1944 unterzeichneten. Ferner gehörte er zu den fünfzig deutschen Generalen, die in sowjetischer Kriegsgefangenschaft den auf den 8. Dezember 1944 datierten Aufruf „An Volk und Wehrmacht“ unterschrieben, in dem sie die deutsche Bevölkerung und Wehrmacht zur Lösung von der nationalsozialistischen Führung sowie zur Beendigung des Krieges aufforderten.
Ab 1945 führte die Sowjetunion zahlreiche Schauprozesse gegen deutsche Wehrmachtsangehörige durch, die vor Militärgerichten abgehandelt wurden. Im Rahmen der Ermittlungen wurden Geständnisse unter Folter oder durch Zermürbung erpresst. Verhöre, die „den ganzen Tag oder die ganze Nacht“ andauerten, von denen Conrady später berichtete, waren an der Tagesordnung.
Mit der Veröffentlichung eines Kommuniques über den Abschluss der Untersuchungen vom 17. Oktober 1947 leitete die Staatsanwaltschaft die zweite Welle von Schauprozessen ein. Ab dem 28. Oktober fand in Bobrujsk ein Verfahren gegen einundzwanzig Angeklagte statt, unter denen sich neben Generalmajor Conrady auch Generalleutnant Wilhelm Ochsner, Generalleutnant Hans Traut und Generalmajor Johann Tarbuk befanden. Den Angeklagten wurden mutmaßliche Kriegsverbrechen vorgeworfen. Das Verfahren widersprach eklatant rechtsstaatlichen Grundsätzen. Die Urteile standen vor Verfahrensbeginn fest. Conrady wurde, wie die meisten Angeklagten, von dem Militärtribunal am 4. November 1947 zur Höchststrafe von 25 Jahren Arbeitslager verurteilt. Die Haftzeit verbrachte er in den Lagern Vorkutinskij und Recnoj in Workuta bei Archangelsk. Dort hatte er die Strafe unter extremen Lebens- und Arbeitsbedingungen abzuleisten.
Zuletzt war Conrady im Kriegsgefangenenlager 5110/48 Woikowo interniert. Die Haftbedingungen in diesem Lager, in dem ausschließlich Generäle festgehalten wurden, waren vergleichsweise komfortabel. Im Oktober 1955 wurde er entlassen. Er traf mit einem Transport, in dem sich ausnahmslos Generäle befanden, am 9. Oktober 1955 in Herleshausen ein.

## Nachkriegszeit
Conrady kehrte nach Augsburg zurück und publizierte seine Kriegserlebnisse im rechtsextremen Vowinckel-Verlag.

## Schriften
- Geschichte der 36. rheinisch-pfälzischen Infanterie-Division (mot.) 1940–1941, Selbstverlag, ohne Ort und Jahr.
- Rückzug vor Moskau. Winter 1941–1942. Aus der Geschichte der 36. Infanterie-Division (mot.). 6.12.1941–23.1.1942. Band 1. Kurt Vowinckel Verlag, Neckargemünd 1974.
- Rshew 1942–1943. Aus der Geschichte der 36. Infanterie-Division (mot.). 1.1.1942–25.3.1943. Band 2. Kurt Vowinckel Verlag, Neckargemünd 1976.
- Die Wende 1943. Charkow-Orel. Aus der Geschichte der 36. Infanterie- und Panzergrenadier-Division. 25.3.1943–20.8.1943. Kurt Vowinckel Verlag, Neckargemünd 1978. ISBN 978-3-87879-128-7.

## Auszeichnungen
- 2. Oktober 1936 Dienstauszeichnung III. Klasse
- 4. Oktober 1939 Eisernes Kreuz II. Klasse
- 2. Juli 1940 Eisernes Kreuz I. Klasse
- 23. November 1941 Infanterie-Sturmabzeichen in Bronze
- 24. Dezember 1941 Deutsches Kreuz in Gold
- 29. Dezember 1941 Verwundetenabzeichen Schwarz
- 16. Juli 1942 Medaille Winterschlacht im Osten 1941/42
- 17. Oktober 1942 Ritterkreuz des Eisernen Kreuzes
- 22. August 1943 Eichenlaub zum Ritterkreuz des Eisernen Kreuzes[15]